# フルスケール
電子工学、信号処理において、フルスケールもしくはフルコードはシステムが提示できる最大振幅を表す用語である。

## 電子工学および信号処理
デジタルシステムにおいて、信号が最大（最小）表現可能値に達したとき、その信号はデジタルフルスケールであるといわれる。
1度信号がデジタルフルスケールに達すると、全てのヘッドルームが使用され、振幅がそれ以上増加するとクリッピングというエラーが発生する。ただし、DAWを整数から浮動小数点計算に切り替えると、これを回避することができる。最終的な精度は最終的に音楽処理に必要な精度よりもはるかに優れているはずだが、フルスケールは普通、精度の低下を伴う。
信号はアンチエイリアシング、リサンプリング、再構成フィルタを通り、ギブズ現象によりわずかにピーク振幅が増える可能性がある(ギブズ現象は数学的な概念であり1点にしか適用されないため、実際の回路やデバイスとは無関係である）。たとえデジタルデータがデジタルフルスケールを超えなくても、デジタルデータにより表現されたアナログ信号が超えることはあり得、逆もまた然りである。アナログ領域では、d/aアナログ回路が悪く設計されていない限りピーク/クリッピングの問題はない。デジタル領域ではこれらの変換により生成されるピークはない。
アナログシステムでは、フルスケールは使用可能な最大電圧または最大偏差（フルスケール偏差、full scale deflection、FSD）または可動コイルメーターや検流計などのアナログ機器の表示により定義される。
適切な（クリッピングや飽和のない）アナログ信号が十分なサンプルを有するA/Dを通ってデジタルに変換され、その後D/Aを通ってアナログに再変換される場合、復元されたアナログ信号は元のアナログ信号の正確なコピーになるため、ナイキスト定理が「ピーク」問題によりアナログ領域に問題がないことを保証している。